# توتنهام هوتسبير موسم 2013–14
كان موسم 2013–14 هو الموسم الثاني والعشرون لتوتنهام هوتسبير في الدوري الإنجليزي الممتاز والموسم السادس والثلاثين على التوالي في الدرجة الأولى من نظام الدوري الإنجليزي لكرة القدم.
شهدت الحملة ظهور توتنهام للمرة الثانية عشر في الدوري الأوروبي (كأس الاتحاد الأوروبي سابقًا)، ودخل دور الملحق بسبب احتلاله المركز الخامس في موسم الدوري الإنجليزي الممتاز 2012–13.